# Починок-Болотово
Починок-Болотово — деревня в Рыбинском районе Ярославской области России. Входит в Арефинское сельское поселение.

## География
Починок-Болотово — наиболее крупная деревня в восточной части поселения, и одновременно самый восточный населённый пункт сельского поселения. Она расположена практически на его границе с Тутаевским районом. Деревня стоит на правом притоке Ухры, реке Вогуй, на удалении 500 м от её устья. Большая часть деревни расположена на правом берегу Вогуя и протянулась вдоль небольшого ручья, правого притока Вогуя, и одновременно вдоль дороги в западном направлении, которая, следуя в основном по лесной местности, ведёт к центру сельского поселения селу Арефино. Ближайшая деревня на этой дороге — Заднево удалена на 2,3 км. С западной окраины Починка начинаются просёлочные дороги к деревням на правом берегу Ухры: в юго-восточном направлении длиной 1 км к деревне Веретеново, и в юго-западном направлении длиной 2 км к деревне Скоково, посередине этой дороги стоит деревня Починок-Слепущий. Вверх по реке Вогуй по правому западному берегу идёт дорога к наиболее удалённой деревни поселения Илюхино .

## История
Как Болотов Починок обозначен на плане Генерального межевания Рыбинского уезда 1792 года. Рядом показана деревня Стрелка, ныне улица деревни.

## Население
| 2007 | 2010 |
| ---- | ---- |
| 49   | →49  |

На 1 января 2007 года в деревне Починок–Болотово числилось 49 постоянных жителей . Почтовое отделение, расположенное в деревне обслуживает дома на трёх улицах: Патрикеевская (8 домов), Стрелка (10 домов), Центральная (17 домов). Кроме того оно обслуживает деревни в северо-восточной части поселения: Веретеново, Заднево, Ивановское, Илюхино, Починок–Слепущий, Седлово, Скоково, Тимошино, Черёмушки.